# Andrija Štampar
Andrija Štampar (Brodski Drenovac, 1. rujna 1888. – Zagreb, 26. lipnja 1958.), hrvatski liječnik, specijalist higijene i socijalne medicine, jedan od osnivača Svjetske zdravstvene organizacije.

## Životopis
Andrija Štampar je rođen je 1. rujna 1888. godine u selu Drenovac u blizini Slavonskog Broda i Pleternice u obitelji Ambroza i Katarine Štampar. Nakon školovanja u Vinkovcima odlazi u Beč gdje je završio medicinu.
Od 1919. bio načelnik higijenske službe Ministarstva narodnog zdravlja (Odjeljenje za rasnu, javnu i socijalnu higijenu) u Beogradu. Postavio je temelje javnozdravstvenoj službi u Kraljevini Jugoslaviji i osnovao niz socijalno-medicinskih ustanova. Zahvaljujući njegovim zalaganjem, poseban institut Socijalne Medicine se osnovao u sklopu Medicinskog fakulteta u Zagrebu, sredstvima Rockefellerove fondacije.

## Međunarodno djelovanje
Nakon prisilnog umirovljenja, od 1931. do 1933. bio je stalno zaposlen kao stručnjak Zdravstvene organizacije Lige naroda. 
Ušao je u novu vrstu posla; studijska putovanja, predavanja u različitim dijelovima svijeta, suočavanje sa zdravstvenim problemima na međunarodnoj razini. Od listopada 1931. do siječnja 1932. godine boravi u Sjedinjenim Američkim Državama i Kanadi kao gost Rockefellerove fondacije.
 

Od 1933. do 1936. godine boravi u Kini. Zdravstvena organizacija poslala ga je kao savjetnika da pomogne kineskoj zdravstvenoj upravi u kontroli zaraznih bolesti koje su se pojavile nakon razornih poplava 1931.
Godine 1936. dobio je ponudu glavnog tajnika Lige naroda za mjesto stručnjaka Zdravstvene organizacije u Ženevi. Godine 1938. dobio je poziv sa Sveučilišta Harvard u Bostonu, gdje je održao predavanje. Nakon Bostona obišao je velik dio Sjeverne Amerike i držao predavanja o higijeni i socijalnoj medicini na nizu sveučilišta (Yale, Cornell, Johns Hopkins, Cincinnati, Vanderbilt, McHarry, Tulane, Texas, Los Angeles, Berkeley, Portland, Minnesota, Toronto, McGill, Columbia, Galvestone).
Na međunarodnoj zdravstvenoj konferenciji održanoj u New Yorku na ljeto 1946. nazočili su službeni predstavnici 51 nacije. Uz tek nekoliko manjih izmjena, prihvatili su nacrt Svjetske zdravstvene organizacije (WHO). Prva svjetska zdravstvena skupština sazvana je ratifikacijom Ustava Svjetske zdravstvene organizacije. Zasjedala je od 24. lipnja do 24. srpnja 1948. u Ženevi, Štampar je jednoglasno izabran za prvog predsjednika skupštine.

Na 8. redovitom zasjedanju WHO-a u Ciudad de Méxicou 1955. godine, Štamparu je dodijeljena nagrada i medalja Zaklade Leon Bernard, najveće međunarodno priznanje za zasluge u području socijalne medicine.

## Zagreb
Zaslužan je za reformu nastave na zagrebačkom Medicinskom fakultetu, osnivanje Više škole za medicinske sestre i Medicinskog fakulteta u Rijeci.
Tijekom svojih pokušaja reformi u medicini dolazio je u sukob s komercijaliziranom medicinom, a zbog svoje socijalnodemokratske ideologije postao je nepoćudan vladajućim krugovima. 
Za života je obavljao mnoge dužnosti i aktivno zagovarao socijalnu medicinu te posvećivanje medicinskim potrebama malih ljudi. Ideja vodilja uvijek mu je bila da zdravstveni radnici ponajprije moraju djelovati na zdravstveno rizične skupine. Zalagao se za široko zdravstveno prosvjećivanje ljudi smatrajući kako se na taj način uspješno mogu suzbiti pojave mnogih bolesti. Njegova definicija zdravlja - da je zdravlje stanje potpunog fizičkog, psihičkog i socijalnog blagostanja, a ne samo odsutnost bolesti i danas se poštuje.
Od 1947. godine do smrti bio je predsjednik Hrvatske akademije znanosti i umjetnosti.

## Djela
- Deset godina unapređivanja narodnog zdravlja (1934.)
- Public Health in Yugoslavia (1938.)
- U borbi za narodno zdravlje. Izabrani članci A. Štampara (1966.)[9]
- Dnevnik s putovanja 1931. – 1938. (2008.)[10][11]

## Spomen
- Škola narodnog zdravlja Andrija Štampar
- Zdravstvena i veterinarska škola dr. Andrija Štampar - Vinkovci

- Knjižnica Andrija Štampar
- Memorijalna zbirka Andrija Štampar

- Zavod za javno zdravstvo dr. Andrija Štampar
- Nagrada Andrija Štampar, nagrada Sveučilišta u Zagrebu za ostvarene rezultate iz područja biomedicine[12]
- Dr. Andrija Štampar, vizionar (2012.), dokumentarni film Mladena Jurana[13]

## Vanjske poveznice
Mrežna mjesta
- Škola narodnog zdravlja "Andrija Štampar"
- Biografija Andrije Štampara na povijest.net  Arhivirana inačica izvorne stranice od 4. listopada 2008. (Wayback Machine)
- Knjižnica "Andrija Štampar"  Arhivirana inačica izvorne stranice od 30. rujna 2007. (Wayback Machine)
- Iva Klobučar Srbić, Bibliografija radova o Andriji Štamparu i njegovu dobu, Studia lexicographica 1/2016.